# J1 League 2024
La J1 League 2024, también conocida como «2024 Meiji Yasuda J1 League» (2024 明治安田J1リーグ 2024 Meiji Yasuda J1 Rīgu?) por razones de patrocinio, fue la quincuagésima novena temporada de la máxima categoría del fútbol en Japón, y la trigésima segunda temporada de la J1 League, la máxima división japonesa desde su instauración en 1993. Comenzó el 23 de febrero y terminó el 8 de diciembre.
Vissel Kobe partió como el campeón defensor, habiendo ganado su primera J1 League la temporada pasada.

## Equipos

### Ascensos y descensos
| Pos  | Descendido en la temporada 2023 |
| ---- | ------------------------------- |
| 18.º | Yokohama F. C.                  |

| Pos   | Ascendidos de la J2 League 2023 |
| ----- | ------------------------------- |
| 1.º   | Machida Zelvia                  |
| 2.º   | Júbilo Iwata                    |
| P. O. | Tokyo Verdy                     |

### Datos generales
Por primera vez desde 2020 la liga constará de 20 equipos debido a la expansión programada por la J League para esta temporada.
| Equipo              | Ciudad        | Estadio                                    | Capacidad     |
| ------------------- | ------------- | ------------------------------------------ | ------------- |
| Albirex Niigata     | Niigata       | Estadio Denka Big Swan                     | 42 300        |
| Avispa Fukuoka      | Fukuoka       | Estadio Best Denki                         | 21 562        |
| Cerezo Osaka        | Osaka         | Estadio Yanmar Nagai Estadio Yodoko Sakura | 47 853 24 481 |
| Consadole Sapporo   | Sapporo       | Domo de Sapporo                            | 38 794        |
| F. C. Tokio         | Tokio         | Estadio Ajinomoto                          | 47 851        |
| Gamba Osaka         | Suita (Osaka) | Estadio Panasonic Suita                    | 39 694        |
| Júbilo Iwata        | Iwata         | Estadio Yamaha                             | 16 800        |
| Kashima Antlers     | Kashima       | Estadio de Kashima                         | 38 669        |
| Kashiwa Reysol      | Kashiwa       | Estadio Sankyo Frontier Kashiwa            | 15 109        |
| Kawasaki Frontale   | Kawasaki      | Estadio Todoroki Kawasaki                  | 26 827        |
| Nagoya Grampus      | Nagoya        | Estadio Toyota Estadio Paloma Mizuho       | 43 739 27 000 |
| Kyoto Sanga         | Kioto         | Estadio Sanga by Kyocera                   | 20 300        |
| Machida Zelvia      | Tokio         | Estadio Machida GION                       | 15 489        |
| Sanfrecce Hiroshima | Hiroshima     | Estadio Hiroshima Peace Wing               | 28 520        |
| Sagan Tosu          | Tosu (Saga)   | Estadio Ekimae Real Estate                 | 24 130        |
| Shonan Bellmare     | Hiratsuka     | Estadio Lemon Gas Hiratsuka                | 15 380        |
| Tokyo Verdy         | Tokio         | Estadio Ajinomoto                          | 47 851        |
| Urawa Red Diamonds  | Saitama       | Estadio Saitama 2002                       | 62 010        |
| Vissel Kobe         | Kōbe          | Estadio Noevir Kobe                        | 28 996        |
| Yokohama F. Marinos | Yokohama      | Estadio Nissan                             | 71 822        |

### Información
| Equipo                     | Entrenador                 | Capitán           | Proveedor   | !Patrocinador                                    |
| -------------------------- | -------------------------- | ----------------- | ----------- | ------------------------------------------------ |
| Hokkaido Consadole Sapporo | Vacante                    | Hiroki Miyazawa   | Mizuno      | Ishiya                                           |
| Kashima Antlers            | Masaki Chugo               | Shoma Doi         | Nike        | LIXIL                                            |
| Tokyo Verdy                | Hiroshi Jofuku             | Koki Morita       | Athleta     | Nicigas                                          |
| Urawa Red Diamonds         | Maciej Skorża              | Hiroki Sakai      | Nike        | Polus Mitsubishi Heavy Industries                |
| FC Tokyo                   | Peter Cklamovski           | Masato Morishige  | New Balance | Mixi                                             |
| Machida Zelvia             | Go Kuroda                  | Masuyuki Okuyama  | Adidas      | CyberAgent                                       |
| Yokohama F. Marinos        | John Hutchinson (Interino) | Takuya Kida       | Adidas      | Nissan                                           |
| Kawasaki Frontale          | Toru Oniki                 | Kento Tachibanada | Puma        | Fujitsu                                          |
| Kashiwa Reysol             | Masami Ihara               | Taiyo Koga        | Yonex       | Hitachi                                          |
| Albirex Niigata            | Rikizo Matsuhashi          | Yuto Horigome     | Adidas      | Kameda Seika                                     |
| Nagoya Grampus             | Kenta Hasegawa             | Sho Inagaki       | Mizuno      | Toyota GR 86                                     |
| Júbilo Iwata               | Akinobu Yokouchi           | Yuto Suzuki       | Admiral     | Yamaha                                           |
| Cerezo Osaka               | Akio Kogiku                | Hiroshi Kiyotake  | Puma        | Yanmar                                           |
| Gamba Osaka                | Dani Poyatos               | Shu Kurata        | Hummel      | Panasonic                                        |
| Vissel Kobe                | Takayuki Yoshida           | Hotaru Yamaguchi  | Asics       | Rakuten Mobile                                   |
| Sanfrecce Hiroshima        | Michael Skibbe             | Sho Sasaki        | Nike        | Edion                                            |
| Shonan Bellmare            | Satoshi Yamaguchi          | Kazuki Oiwa       | Penalti     | RiPty                                            |
| Avispa Fukuoka             | Shigetoshi Hasebe          | Tatsuki Nara      | Yonex       | Shin Nihon Seiyaku Kimura Information Technology |
| Sagan Tosu                 | Kosuke Kitani              | Naoyuki Fujita    | New Balance | Kimura Information Technology                    |

### Cambios de entrenadores
| Equipo                     | Entrenador saliente | Tipo de salida  | Día de salida            | Posición     | Entrenador entrante | fecha de entrada        |
| -------------------------- | ------------------- | --------------- | ------------------------ | ------------ | ------------------- | ----------------------- |
| Yokohama F. Marinos        | Kevin Muscat        | Renuncia        | 14 de diciembre de 2022  | Pretemporada | Harry Kewell        | 31 de diciembre de 2023 |
| Urawa Red Diamonds         | Maciej Skorza       | Fin de contrato | 31 de diciembre de 2023. | Pretemporada | Per-Mathias Høgmo   | 1 de enero de 2024.     |
| Kashima Antlers            | Daiki Iwamasa       | Fin de contrato | 31 de diciembre de 2023. | Pretemporada | Ranko Popović       | 1 de enero de 2024.     |
| Yokohama F. Marinos        | Harry Kewell        | Despedido       | 15 de julio de 2024.     | 12.º         | John Hutchinson INT | 15 de julio de 2024.    |
| Sagan Tosu                 | Kenta Kawai         | Despedido       | 10 de agosto de 2024     | 19.º         | Kosuke Kitani       | 12 de agosto de 2024    |
| Urawa Red Diamonds         | Per-Mathias Høgmo   | Despedido       | 27 de agosto de 2024     | 11°          | Maciej Skorza       | 27 de agosto de 2024    |
| Kashima Antlers            | Ranko Popović       | Despedido       | 8 de octubre de 2024     | 4°           | Masaki Chugo        | 13 de octubre de 2024   |
| Hokkaido Consadole Sapporo | Mihailo Petrović    | Renuncia        | 4 de diciembre de 2024   | 19°          | TBA                 | TBA                     |

## Clasificación
| Pos. | Equipo                | Pts. | PJ | G  | E  | P  | GF | GC | Dif. | Clasificación 2025-26                      |
| ---- | --------------------- | ---- | -- | -- | -- | -- | -- | -- | ---- | ------------------------------------------ |
| 1    | Vissel Kobe (C)       | 72   | 38 | 21 | 9  | 8  | 61 | 36 | +25  | Fase de liga de la Liga de Campeones Élite |
| 2    | Sanfrecce Hiroshima   | 68   | 38 | 19 | 11 | 8  | 72 | 43 | +29  | Fase de liga de la Liga de Campeones Élite |
| 3    | Machida Zelvia        | 66   | 38 | 19 | 9  | 10 | 54 | 34 | +20  | Fase de liga de la Liga de Campeones Élite |
| 4    | Gamba Osaka           | 66   | 38 | 18 | 12 | 8  | 49 | 35 | +14  | Fase de grupos de la Liga de Campeones 2   |
| 5    | Kashima Antlers       | 65   | 38 | 18 | 11 | 9  | 60 | 41 | +19  |                                            |
| 6    | Tokyo Verdy           | 56   | 38 | 14 | 14 | 10 | 51 | 51 | 0    |                                            |
| 7    | F. C. Tokio           | 54   | 38 | 15 | 9  | 14 | 53 | 51 | +2   |                                            |
| 8    | Kawasaki Frontale     | 52   | 38 | 13 | 13 | 12 | 66 | 57 | +9   |                                            |
| 9    | Yokohama F. Marinos   | 52   | 38 | 15 | 7  | 16 | 61 | 62 | −1   |                                            |
| 10   | Cerezo Osaka          | 52   | 38 | 13 | 13 | 12 | 43 | 48 | −5   |                                            |
| 11   | Nagoya Grampus        | 50   | 38 | 15 | 5  | 18 | 44 | 47 | −3   |                                            |
| 12   | Avispa Fukuoka        | 50   | 38 | 12 | 14 | 12 | 33 | 38 | −5   |                                            |
| 13   | Urawa Red Diamonds    | 48   | 38 | 12 | 12 | 14 | 49 | 45 | +4   |                                            |
| 14   | Kyoto Sanga           | 47   | 38 | 12 | 11 | 15 | 43 | 55 | −12  |                                            |
| 15   | Shonan Bellmare       | 45   | 38 | 12 | 9  | 17 | 53 | 58 | −5   |                                            |
| 16   | Albirex Niigata       | 42   | 38 | 10 | 12 | 16 | 44 | 59 | −15  |                                            |
| 17   | Kashiwa Reysol        | 41   | 38 | 9  | 14 | 15 | 39 | 51 | −12  |                                            |
| 18   | Júbilo Iwata (D)      | 38   | 38 | 10 | 8  | 20 | 47 | 68 | −21  | Descenso a J2 League                       |
| 19   | Consadole Sapporo (D) | 37   | 38 | 9  | 10 | 19 | 43 | 66 | −23  | Descenso a J2 League                       |
| 20   | Sagan Tosu (D)        | 35   | 38 | 10 | 5  | 23 | 48 | 68 | −20  | Descenso a J2 League                       |

 Fuente: Meiji Yasuda J1 League
Criterios de clasificación: Puntos · Diferencia de goles · Goles a favor · Enfrentamientos directos · Puntos fair-play · Play-off.
Notas:
1. ↑  Vissel Kobe clasificó a la Liga de Campeones Élite como campeón de la Copa del Emperador 2024.

## Resultados
- Los horarios corresponden al huso horario de Japón (UTC+9).

### Primera vuelta
| Sanfrecce Hiroshima | 2 – 0 | Urawa Red Diamonds  | Ala de la Paz Hiroshima | 23 de febrero | 14:00 |
| Nagoya Grampus      | 0 – 3 | Kashima Antlers     | Toyota                  | 23 de febrero | 18:00 |
| Júbilo Iwata        | 0 – 2 | Vissel Kobe         | Yamaha                  | 24 de febrero | 13:00 |
| Avispa Fukuoka      | 0 – 0 | Consadole Sapporo   | Best Denki              | 24 de febrero | 14:00 |
| Sagan Tosu          | 1 – 2 | Albirex Niigata     | Ekimae Real Estate      | 24 de febrero | 14:00 |
| Machida Zelvia      | 1 – 1 | Gamba Osaka         | Machida Gion            | 24 de febrero | 15:00 |
| Shonan Bellmare     | 1 – 2 | Kawasaki Frontale   | Lemon Gas Hiratsuka     | 24 de febrero | 15:00 |
| Cerezo Osaka        | 2 – 2 | F. C. Tokio         | Yanmar Nagai            | 24 de febrero | 15:00 |
| Kashiwa Reysol      | 1 – 1 | Kyoto Sanga         | Sankyo Frontier Kashiwa | 25 de febrero | 14:00 |
| Tokyo Verdy         | 1 – 2 | Yokohama F. Marinos | Nacional                | 25 de febrero | 14:00 |

| Kawasaki Frontale   | 4 – 5 | Júbilo Iwata        | Todoroki Kawasaki        | 1 de marzo | 19:00 |
| Yokohama F. Marinos | 0 – 1 | Avispa Fukuoka      | Nissan                   | 1 de marzo | 19:00 |
| Vissel Kobe         | 0 – 1 | Kashiwa Reysol      | Noevir Kobe              | 2 de marzo | 13:00 |
| Nagoya Grampus      | 0 – 1 | Machida Zelvia      | Toyota                   | 2 de marzo | 14:00 |
| Kyoto Sanga         | 1 – 2 | Shonan Bellmare     | Sanga Stadium by Kyocera | 2 de marzo | 14:00 |
| Sagan Tosu          | 4 – 0 | Consadole Sapporo   | Ekimae Real Estate       | 2 de marzo | 14:00 |
| Kashima Antlers     | 1 – 1 | Cerezo Osaka        | Kashima Soccer           | 2 de marzo | 15:00 |
| F. C. Tokio         | 1 – 1 | Sanfrecce Hiroshima | Ajinomoto                | 2 de marzo | 15:00 |
| Gamba Osaka         | 1 – 0 | Albirex Niigata     | Panasonic Suita          | 2 de marzo | 15:00 |
| Urawa Red Diamonds  | 1 – 1 | Tokyo Verdy         | Saitama 2002             | 3 de marzo | 16:00 |

| Machida Zelvia      | 1 – 0 | Kashima Antlers    | Machida Gion            | 9 de marzo  | 14:00 |
| Albirex Niigata     | 1 – 0 | Nagoya Grampus     | Denka Big Swan          | 9 de marzo  | 14:00 |
| Júbilo Iwata        | 0 – 1 | Kashiwa Reysol     | Yamaha                  | 9 de marzo  | 14:00 |
| Sanfrecce Hiroshima | 4 – 0 | Sagan Tosu         | Ala de la Paz Hiroshima | 9 de marzo  | 15:00 |
| Avispa Fukuoka      | 1 – 1 | Shonan Bellmare    | Best Denki              | 9 de marzo  | 15:00 |
| F. C. Tokio         | 1 – 2 | Vissel Kobe        | Ajinomoto               | 9 de marzo  | 16:00 |
| Kawasaki Frontale   | 0 – 1 | Kyoto Sanga        | Todoroki Kawasaki       | 9 de marzo  | 16:00 |
| Cerezo Osaka        | 2 – 1 | Tokyo Verdy        | Yanmar Nagai            | 9 de marzo  | 16:00 |
| Consadole Sapporo   | 0 – 1 | Urawa Red Diamonds | Domo de Sapporo         | 10 de marzo | 13:05 |
| Yokohama F. Marinos | 2 – 0 | Gamba Osaka        | Nissan                  | 10 de abril | 19:00 |

| Avispa Fukuoka    | 1 – 3 | F. C. Tokio         | Best Denki               | 16 de marzo | 13:00 |
| Consadole Sapporo | 1 – 2 | Machida Zelvia      | Domo de Sapporo          | 16 de marzo | 14:00 |
| Vissel Kobe       | 0 – 0 | Sanfrecce Hiroshima | Noevir Kobe              | 16 de marzo | 14:00 |
| Kashiwa Reysol    | 0 – 2 | Nagoya Grampus      | Sankyo Frontier Kashiwa  | 16 de marzo | 15:00 |
| Gamba Osaka       | 2 – 1 | Júbilo Iwata        | Panasonic Suita          | 16 de marzo | 15:00 |
| Sagan Tosu        | 0 – 2 | Cerezo Osaka        | Ekimae Real Estate       | 16 de marzo | 15:00 |
| Tokyo Verdy       | 2 – 2 | Cerezo Osaka        | Ajinomoto                | 16 de marzo | 16:00 |
| Kyoto Sanga       | 2 – 3 | Yokohama F. Marinos | Sanga Stadium by Kyocera | 17 de marzo | 14:00 |
| Kashima Antlers   | 2 – 1 | Kawasaki Frontale   | Kashima Soccer           | 17 de marzo | 15:00 |
| Shonan Bellmare   | 4 – 4 | Urawa Red Diamonds  | Lemon Gas Hiratsuka      | 17 de marzo | 15:00 |

| Tokyo Verdy         | 2 – 2 | Kyoto Sanga         | Ajinomoto               | 29 de marzo | 19:00 |
| Sanfrecce Hiroshima | 1 – 1 | Gamba Osaka         | Ala de la Paz Hiroshima | 30 de marzo | 13:00 |
| Albirex Niigata     | 1 – 1 | Kashiwa Reysol      | Denka Big Swan          | 30 de marzo | 14:00 |
| Vissel Kobe         | 6 – 1 | Consadole Sapporo   | Noevir Kobe             | 30 de marzo | 14:00 |
| Kashima Antlers     | 1 – 0 | Júbilo Iwata        | Kashima Soccer          | 30 de marzo | 15:00 |
| Urawa Red Diamonds  | 2 – 1 | Avispa Fukuoka      | Saitama 2002            | 30 de marzo | 15:00 |
| Machida Zelvia      | 3 – 1 | Sagan Tosu          | Machida Gion            | 30 de marzo | 15:00 |
| Kawasaki Frontale   | 3 – 0 | F. C. Tokio         | Todoroki Kawasaki       | 30 de marzo | 15:00 |
| Nagoya Grampus      | 2 – 1 | Yokohama F. Marinos | Toyota                  | 30 de marzo | 16:00 |
| Cerezo Osaka        | 2 – 0 | Shonan Bellmare     | Yanmar Nagai            | 30 de marzo | 16:00 |

| Kashiwa Reysol      | 1 – 1 | Cerezo Osaka        | Sankyo Frontier Kashiwa | 3 de abril | 19:00 |
| Machida Zelvia      | 1 – 2 | Sanfrecce Hiroshima | Machida Gion            | 3 de abril | 19:00 |
| Yokohama F. Marinos | 0 – 0 | Kawasaki Frontale   | Nissan                  | 3 de abril | 19:00 |
| Shonan Bellmare     | 1 – 2 | Tokyo Verdy         | Lemon Gas Hiratsuka     | 3 de abril | 19:00 |
| Júbilo Iwata        | 2 – 0 | Albirex Niigata     | Yamaha                  | 3 de abril | 19:00 |
| Gamba Osaka         | 0 – 0 | Kyoto Sanga         | Panasonic Suita         | 3 de abril | 19:00 |
| Avispa Fukuoka      | 1 – 0 | Kashima Antlers     | Best Denki              | 3 de abril | 19:00 |
| Sagan Tosu          | 0 – 0 | Vissel Kobe         | Ekimae Real Estate      | 3 de abril | 19:00 |
| Consadole Sapporo   | 1 – 2 | Nagoya Grampus      | Domo de Sapporo         | 3 de abril | 19:30 |
| F. C. Tokio         | 2 – 1 | Urawa Red Diamonds  | Nacional                | 3 de abril | 19:30 |

| Consadole Sapporo   | 1 – 0 | Gamba Osaka         | Domo de Sapporo          | 6 de abril | 14:00 |
| Tokyo Verdy         | 1 – 1 | Kashiwa Reysol      | Ajinomoto                | 7 de abril | 13:00 |
| Albirex Niigata     | 0 – 1 | Cerezo Osaka        | Denka Big Swan           | 7 de abril | 14:00 |
| Kyoto Sanga         | 0 – 3 | Júbilo Iwata        | Sanga Stadium by Kyocera | 7 de abril | 14:00 |
| Vissel Kobe         | 1 – 2 | Yokohama F. Marinos | Noevir Kobe              | 7 de abril | 14:00 |
| Sanfrecce Hiroshima | 2 – 0 | Shonan Bellmare     | Ala de la Paz Hiroshima  | 7 de abril | 14:00 |
| Urawa Red Diamonds  | 3 – 0 | Sagan Tosu          | Saitama 2002             | 7 de abril | 15:00 |
| Kawasaki Frontale   | 0 – 1 | Machida Zelvia      | Todoroki Kawasaki        | 7 de abril | 15:00 |
| Nagoya Grampus      | 0 – 0 | Avispa Fukuoka      | Toyota                   | 7 de abril | 15:00 |
| F. C. Tokio         | 2 – 0 | Kashima Antlers     | Nacional                 | 7 de abril | 17:00 |

| Kashiwa Reysol      | 1 – 0 | Urawa Red Diamonds  | Sankyo Frontier Kashiwa | 12 de abril | 19:00 |
| Yokohama F. Marinos | 2 – 2 | Shonan Bellmare     | Nissan                  | 13 de abril | 14:00 |
| Albirex Niigata     | 1 – 1 | Consadole Sapporo   | Denka Big Swan          | 13 de abril | 14:00 |
| Júbilo Iwata        | 0 – 1 | Nagoya Grampus      | Yamaha                  | 13 de abril | 14:00 |
| Avispa Fukuoka      | 1 – 1 | Sanfrecce Hiroshima | Best Denki              | 13 de abril | 14:00 |
| Kashima Antlers     | 1 – 0 | Kyoto Sanga         | Kashima Soccer          | 13 de abril | 15:00 |
| Machida Zelvia      | 1 – 2 | Vissel Kobe         | Machida Gion            | 13 de abril | 15:00 |
| Cerezo Osaka        | 1 – 0 | Kawasaki Frontale   | Yanmar Nagai            | 13 de abril | 15:00 |
| Tokyo Verdy         | 2 – 2 | F. C. Tokio         | Ajinomoto               | 13 de abril | 16:00 |
| Gamba Osaka         | 2 – 1 | Sagan Tosu          | Panasonic Suita         | 14 de abril | 15:00 |

| Consadole Sapporo   | 1 – 1 | Sanfrecce Hiroshima | Domo de Sapporo          | 20 de abril | 14:00 |
| Kyoto Sanga         | 0 – 1 | Albirex Niigata     | Sanga Stadium by Kyocera | 20 de abril | 14:00 |
| Sagan Tosu          | 4 – 2 | Kashima Antlers     | Ekimae Real Estate       | 20 de abril | 14:00 |
| Shonan Bellmare     | 0 – 1 | Vissel Kobe         | Lemon Gas Hiratsuka      | 20 de abril | 15:00 |
| Avispa Fukuoka      | 2 – 2 | Júbilo Iwata        | Best Denki               | 20 de abril | 15:00 |
| Urawa Red Diamonds  | 0 – 1 | Gamba Osaka         | Saitama 2002             | 20 de abril | 16:00 |
| Kawasaki Frontale   | 0 – 0 | Tokyo Verdy         | Todoroki Kawasaki        | 20 de abril | 16:00 |
| F. C. Tokio         | 1 – 2 | Machida Zelvia      | Ajinomoto                | 21 de abril | 15:00 |
| Nagoya Grampus      | 2 – 1 | Cerezo Osaka        | Toyota                   | 21 de abril | 15:00 |
| Yokohama F. Marinos | 4 – 0 | Kashiwa Reysol      | Nissan                   | 29 de mayo  | 19:00 |

| Consadole Sapporo   | 3 – 3 | Shonan Bellmare     | Domo de Sapporo         | 27 de abril | 13:00 |
| Albirex Niigata     | 1 – 3 | F. C. Tokio         | Denka Big Swan          | 27 de abril | 14:00 |
| Júbilo Iwata        | 2 – 0 | Machida Zelvia      | Yamaha                  | 27 de abril | 14:00 |
| Vissel Kobe         | 0 – 1 | Kyoto Sanga         | Noevir Kobe             | 27 de abril | 14:00 |
| Cerezo Osaka        | 2 – 2 | Yokohama F. Marinos | Yanmar Nagai            | 27 de abril | 15:00 |
| Tokyo Verdy         | 0 – 0 | Avispa Fukuoka      | Ajinomoto               | 28 de abril | 14:00 |
| Sanfrecce Hiroshima | 2 – 2 | Kawasaki Frontale   | Ala de la Paz Hiroshima | 28 de abril | 14:00 |
| Urawa Red Diamonds  | 2 – 1 | Nagoya Grampus      | Saitama 2002            | 28 de abril | 15:00 |
| Kashiwa Reysol      | 1 – 1 | Sagan Tosu          | Sankyo Frontier Kashiwa | 28 de abril | 15:00 |
| Gamba Osaka         | 1 – 2 | Kashima Antlers     | Panasonic Suita         | 28 de abril | 15:00 |

| Yokohama F. Marinos | 1 – 1 | Júbilo Iwata        | Nissan             | 3 de mayo | 14:00 |
| Albirex Niigata     | 1 – 1 | Sanfrecce Hiroshima | Denka Big Swan     | 3 de mayo | 14:00 |
| Kashima Antlers     | 3 – 1 | Shonan Bellmare     | Kashima Soccer     | 3 de mayo | 15:00 |
| F. C. Tokio         | 2 – 1 | Kyoto Sanga         | Ajinomoto          | 3 de mayo | 15:00 |
| Machida Zelvia      | 2 – 0 | Kashiwa Reysol      | Machida Gion       | 3 de mayo | 15:00 |
| Cerezo Osaka        | 1 – 1 | Consadole Sapporo   | Yanmar Nagai       | 3 de mayo | 15:00 |
| Sagan Tosu          | 0 – 2 | Tokyo Verdy         | Ekimae Real Estate | 3 de mayo | 15:00 |
| Kawasaki Frontale   | 3 – 1 | Urawa Red Diamonds  | Todoroki Kawasaki  | 3 de mayo | 16:00 |
| Avispa Fukuoka      | 1 – 0 | Gamba Osaka         | Best Denki         | 3 de mayo | 16:00 |
| Nagoya Grampus      | 0 – 2 | Vissel Kobe         | Toyota             | 3 de mayo | 19:00 |

| Tokyo Verdy         | 3 – 2 | Júbilo Iwata        | Ajinomoto                | 6 de mayo | 13:00 |
| Vissel Kobe         | 3 – 2 | Albirex Niigata     | Noevir Kobe              | 6 de mayo | 13:00 |
| Gamba Osaka         | 1 – 0 | Cerezo Osaka        | Panasonic Suita          | 6 de mayo | 13:05 |
| Consadole Sapporo   | 1 – 2 | F. C. Tokio         | Domo de Sapporo          | 6 de mayo | 14:00 |
| Kyoto Sanga         | 0 – 3 | Machida Zelvia      | Sanga Stadium by Kyocera | 6 de mayo | 14:00 |
| Avispa Fukuoka      | 1 – 1 | Kawasaki Fronatale  | Best Denki               | 6 de mayo | 14:00 |
| Sanfrecce Hiroshima | 2 – 3 | Nagoya Grampus      | Ala de la Paz Hiroshima  | 6 de mayo | 15:00 |
| Kashiwa Reysol      | 1 – 2 | Kashima Antlers     | Sankyo Frontier Kashiwa  | 6 de mayo | 16:00 |
| Shonan Bellmare     | 2 – 1 | Sagan Tosu          | Lemon Gas Hiratsuka      | 6 de mayo | 16:00 |
| Urawa Red Diamonds  | 2 – 1 | Yokohama F. Marinos | Saitama 2002             | 6 de mayo | 17:00 |

| Albirex Niigata     | 2 – 4 | Urawa Red Diamonds  | Denka Big Swan           | 11 de mayo  | 14:00 |
| Júbilo Iwata        | 0 – 3 | Sagan Tosu          | Yamaha                   | 11 de mayo  | 14:00 |
| Kyoto Sanga         | 2 – 3 | Avispa Fukuoka      | Sanga Stadium by Kyocera | 11 de mayo  | 14:00 |
| Kawasaki Frontale   | 3 – 0 | Consadole Sapporo   | Todoroki Kawasaki        | 11 de mayo  | 15:00 |
| Shonan Bellmare     | 0 – 0 | Machida Zelvia      | Lemon Gas Hiratsuka      | 11 de mayo  | 15:00 |
| Nagoya Grampus      | 0 – 1 | Gamba Osaka         | Toyota                   | 11 de mayo  | 16:00 |
| Cerezo Osaka        | 1 – 4 | Vissel Kobe         | Yanmar Nagai             | 11 de mayo  | 16:00 |
| F. C. Tokio         | 3 – 3 | Kashiwa Reysol      | Ajinomoto                | 11 de mayo  | 17:00 |
| Kashima Antlers     | 3 – 3 | Tokyo Verdy         | Kashima Soccer           | 12 de mayo  | 13:05 |
| Yokohama F. Marinos | 3 – 2 | Sanfrecce Hiroshima | Nissan                   | 19 de junio | 19:00 |

| Consadole Sapporo   | 1 – 0 | Júbilo Iwata        | Domo de Sapporo         | 15 de mayo | 19:00 |
| Kashiwa Reysol      | 2 – 1 | Shonan Bellmare     | Sankyo Frontier Kashiwa | 15 de mayo | 19:00 |
| Tokyo Verdy         | 0 – 0 | Gamba Osaka         | Ajinomoto               | 15 de mayo | 19:00 |
| Machida Zelvia      | 2 – 1 | Cerezo Osaka        | Machida Gion            | 15 de mayo | 19:00 |
| Albirex Niigata     | 3 – 1 | Yokohama F. Marinos | Denka Big Swan          | 15 de mayo | 19:00 |
| Nagoya Grampus      | 3 – 1 | F. C. Tokio         | Toyota                  | 15 de mayo | 19:00 |
| Vissel Kobe         | 1 – 0 | Avispa Fukuoka      | Noevir Kobe             | 15 de mayo | 19:00 |
| Sanfrecce Hiroshima | 1 – 3 | Kashima Antlers     | Ala de la Paz Hiroshima | 15 de mayo | 19:00 |
| Sagan Tosu          | 5 – 2 | Kawasaki Frontale   | Ekimae Real Estate      | 15 de mayo | 19:00 |
| Urawa Red Diamonds  | 3 – 0 | Kyoto Sanga         | Saitama 2002            | 15 de mayo | 19:30 |

| Avispa Fukuoka  | 0 – 3 | Cerezo Osaka        | Best Denki               | 18 de mayo | 16:00 |
| Sagan Tosu      | 0 – 2 | Nagoya Grampus      | Ekimae Real Estate       | 18 de mayo | 19:00 |
| Machida Zelvia  | 5 – 0 | Tokyo Verdy         | Machida Gion             | 19 de mayo | 14:00 |
| Júbilo Iwata    | 1 – 1 | Urawa Red Diamonds  | Yamaha                   | 19 de mayo | 14:00 |
| Kyoto Sanga     | 0 – 5 | Sanfrecce Hiroshima | Sanga Stadium by Kyocera | 19 de mayo | 14:00 |
| Kashima Antlers | 1 – 0 | Vissel Kobe         | Kashima Soccer           | 19 de mayo | 15:00 |
| F. C. Tokio     | 1 – 1 | Yokohama F. Marinos | Ajinomoto                | 19 de mayo | 15:00 |
| Gamba Osaka     | 3 – 1 | Kawasaki Frontale   | Panasonic Suita          | 19 de mayo | 15:00 |
| Kashiwa Reysol  | 2 – 1 | Consadole Sapporo   | Sankyo Frontier Kashiwa  | 19 de mayo | 16:00 |
| Shonan Bellmare | 2 – 1 | Albirex Niigata     | Lemon Gas Hiratsuka      | 19 de mayo | 16:00 |

| Consadole Sapporo   | 0 – 3 | Kashima Antlers     | Domo de Sapporo   | 25 de mayo | 14:00 |
| Júbilo Iwata        | 3 – 2 | Shonan Bellmare     | Yamaha            | 25 de mayo | 14:00 |
| Kawasaki Frontale   | 1 – 1 | Kashiwa Reysol      | Todoroki Kawasaki | 25 de mayo | 16:00 |
| Albirex Niigata     | 1 – 2 | Avispa Fukuoka      | Denka Big Swan    | 25 de mayo | 16:00 |
| Vissel Kobe         | 0 – 1 | Tokyo Verdy         | Noevir Kobe       | 26 de mayo | 14:00 |
| F. C. Tokio         | 0 – 1 | Gamba Osaka         | Ajinomoto         | 26 de mayo | 15:00 |
| Nagoya Grampus      | 1 – 1 | Kyoto Sanga         | Toyota            | 26 de mayo | 15:00 |
| Cerezo Osaka        | 1 – 1 | Sanfrecce Hiroshima | Yanmar Nagai      | 26 de mayo | 15:00 |
| Urawa Red Diamonds  | 1 – 2 | Machida Zelvia      | Saitama 2002      | 26 de mayo | 16:00 |
| Yokohama F. Marinos | 0 – 1 | Sagan Tosu          | Nissan            | 3 de julio | 19:00 |

| Sagan Tosu          | 0 – 1 | F. C. Tokio         | Ekimae Real Estate       | 31 de mayo | 19:00 |
| Sanfrecce Hiroshima | 2 – 0 | Júbilo Iwata        | Ala de la Paz Hiroshima  | 1 de junio | 14:00 |
| Kashima Antlers     | 3 – 2 | Yokohama F. Marinos | Kashima Soccer           | 1 de junio | 15:00 |
| Machida Zelvia      | 1 – 3 | Albirex Niigata     | Machida Gion             | 1 de junio | 15:00 |
| Shonan Bellmare     | 1 – 2 | Gamba Osaka         | Lemon Gas Hiratsuka      | 1 de junio | 15:00 |
| Urawa Red Diamonds  | 1 – 1 | Vissel Kobe         | Saitama 2002             | 1 de junio | 16:00 |
| Kyoto Sanga         | 1 – 1 | Cerezo Osaka        | Sanga Stadium by Kyocera | 1 de junio | 19:00 |
| Tokyo Verdy         | 5 – 3 | Consadole Sapporo   | Ajinomoto                | 2 de junio | 13:05 |
| Kawasaki Frontale   | 2 – 1 | Nagoya Grampus      | Todoroki Kawasaki        | 2 de junio | 17:00 |
| Kashiwa Reysol      | 0 – 2 | Avispa Fukuoka      | Sankyo Frontier Kashiwa  | 2 de junio | 19:00 |

| Yokohama F. Marinos | 1 – 3 | Machida Zelvia     | Nissan                   | 15 de junio | 16:00 |
| Sanfrecce Hiroshima | 4 – 1 | Tokyo Verdy        | Ala de la Paz Hiroshima  | 15 de junio | 18:30 |
| Kyoto Sanga         | 2 – 0 | Consadole Sapporo  | Sanga Stadium by Kyocera | 15 de junio | 19:00 |
| Cerezo Osaka        | 2 – 1 | Urawa Red Diamonds | Yanmar Nagai             | 15 de junio | 19:00 |
| Vissel Kobe         | 1 – 0 | Kawasaki Frontale  | Noevir Kobe              | 16 de junio | 14:00 |
| Avispa Fukuoka      | 2 – 0 | Sagan Tosu         | Best Denki               | 16 de junio | 15:30 |
| Kashima Antlers     | 1 – 1 | Albirex Niigata    | Kashima Soccer           | 16 de junio | 19:00 |
| F. C. Tokio         | 1 – 1 | Júbilo Iwata       | Ajinomoto                | 16 de junio | 19:00 |
| Nagoya Grampus      | 1 – 1 | Shonan Bellmare    | Toyota                   | 16 de junio | 19:00 |
| Gamba Osaka         | 2 – 1 | Kashiwa Reysol     | Panasonic Suita          | 16 de junio | 19:00 |

| Machida Zelvia     | 0 – 0 | Avispa Fukuoka      | Machida Gion            | 22 de junio | 15:00 |
| Tokyo Verdy        | 1 – 0 | Nagoya Grampus      | Ajinomoto               | 22 de junio | 18:00 |
| Albirex Niigata    | 2 – 2 | Kawasaki Frontale   | Denka Big Swan          | 22 de junio | 18:00 |
| Júbilo Iwata       | 1 – 1 | Cerezo Osaka        | Yamaha                  | 22 de junio | 18:30 |
| Gamba Osaka        | 2 – 1 | Vissel Kobe         | Panasonic Suita         | 22 de junio | 18:30 |
| Urawa Red Diamonds | 2 – 2 | Kashima Antlers     | Saitama 2002            | 22 de junio | 19:00 |
| Kashiwa Reysol     | 0 – 1 | Sanfrecce Hiroshima | Sankyo Frontier Kashiwa | 22 de junio | 19:00 |
| Shonan Bellmare    | 0 – 1 | F. C. Tokio         | Lemon Gas Hiratsuka     | 22 de junio | 19:00 |
| Sagan Tosu         | 3 – 0 | Kyoto Sanga         | Ekimae Real Estate      | 22 de junio | 19:00 |
| Consadole Sapporo  | 0 – 1 | Yokohama F. Marinos | Domo de Sapporo         | 23 de junio | 14:00 |

### Segunda vuelta
| Kashima Antlers     | 0 – 0 | Gamba Osaka         | Kashima Soccer           | 26 de junio | 19:00 |
| F. C. Tokio         | 1 – 0 | Consadole Sapporo   | Ajinomoto                | 26 de junio | 19:00 |
| Kawasaki Frontale   | 1 – 1 | Shonan Bellmare     | Todoroki Kawasaki        | 26 de junio | 19:00 |
| Júbilo Iwata        | 3 – 0 | Tokyo Verdy         | Yamaha                   | 26 de junio | 19:00 |
| Nagoya Grampus      | 0 – 1 | Urawa Red Diamonds  | Toyota                   | 26 de junio | 19:00 |
| Kyoto Sanga         | 2 – 2 | Kashiwa Reysol      | Sanga Stadium by Kyocera | 26 de junio | 19:00 |
| Cerezo Osaka        | 1 – 0 | Sagan Tosu          | Yanmar Nagai             | 26 de junio | 19:00 |
| Vissel Kobe         | 0 – 0 | Machida Zelvia      | Noevir Kobe              | 26 de junio | 19:00 |
| Sanfrecce Hiroshima | 1 – 1 | Albirex Niigata     | Ala de la Paz Hiroshima  | 26 de junio | 19:00 |
| Avispa Fukuoka      | 2 – 1 | Yokohama F. Marinos | Best Denki               | 26 de junio | 19:00 |

| Consadole Sapporo   | 0 – 1 | Albirex Niigata     | Domo de Sapporo     | 29 de junio | 14:00 |
| Kawasaki Frontale   | 1 – 1 | Sanfrecce Hiroshima | Todoroki Kawasaki   | 29 de junio | 19:00 |
| Yokohama F. Marinos | 1 – 2 | Tokyo Verdy         | Nissan              | 29 de junio | 19:00 |
| Gamba Osaka         | 1 – 3 | Machida Zelvia      | Panasonic Suita     | 30 de junio | 18:00 |
| Cerezo Osaka        | 2 – 1 | Nagoya Grampus      | Yanmar Nagai        | 30 de junio | 18:00 |
| Urawa Red Diamonds  | 3 – 0 | Júbilo Iwata        | Saitama 2002        | 30 de junio | 18:30 |
| F. C. Tokio         | 0 – 1 | Avispa Fukuoka      | Ajinomoto           | 30 de junio | 18:30 |
| Shonan Bellmare     | 0 – 1 | Kyoto Sanga         | Lemon Gas Hiratsuka | 30 de junio | 19:00 |
| Vissel Kobe         | 3 – 1 | Kashima Antlers     | Noevir Kobe         | 30 de junio | 19:00 |
| Sagan Tosu          | 1 – 4 | Kashiwa Reysol      | Ekimae Real Estate  | 30 de junio | 19:00 |

| Sanfrecce Hiroshima | 1 – 3 | Vissel Kobe         | Ala de la Paz Hiroshima | 5 de julio | 19:00 |
| Kashima Antlers     | 2 – 0 | Consadole Sapporo   | Kashima Soccer          | 6 de julio | 18:00 |
| Tokyo Verdy         | 1 – 1 | Cerezo Osaka        | Ajinomoto               | 6 de julio | 18:00 |
| Machida Zelvia      | 1 – 0 | Nagoya Grampus      | Machida Gion            | 6 de julio | 18:00 |
| Urawa Red Diamonds  | 2 – 3 | Shonan Bellmare     | Saitama 2002            | 6 de julio | 18:30 |
| Albirex Niigata     | 3 – 4 | Sagan Tosu          | Denka Big Swan          | 6 de julio | 18:30 |
| Júbilo Iwata        | 2 – 2 | Kawasaki Frontale   | Yamaha                  | 6 de julio | 18:30 |
| Kashiwa Reysol      | 3 – 2 | F. C. Tokio         | Sankyo Frontier Kashiwa | 6 de julio | 19:00 |
| Gamba Osaka         | 4 – 0 | Yokohama F. Marinos | Panasonic Suita         | 6 de julio | 19:00 |
| Avispa Fukuoka      | 1 – 2 | Kyoto Sanga         | Best Denki              | 7 de julio | 19:00 |

| Consadole Sapporo   | 1 – 1 | Vissel Kobe        | Domo de Sapporo          | 13 de julio | 14:00 |
| F. C. Tokio         | 2 – 0 | Albirex Niigata    | Nacional                 | 13 de julio | 19:00 |
| Tokyo Verdy         | 0 – 1 | Machida Zelvia     | Ajinomoto                | 14 de julio | 18:00 |
| Nagoya Grampus      | 2 – 1 | Kashiwa Reysol     | Toyota                   | 14 de julio | 18:00 |
| Kyoto Sanga         | 0 – 0 | Urawa Red Diamonds | Sanga Stadium by Kyocera | 14 de julio | 18:30 |
| Sanfrecce Hiroshima | 1 – 0 | Avispa Fukuoka     | Ala de la Paz Hiroshima  | 14 de julio | 18:30 |
| Kawasaki Frontale   | 1 – 1 | Cerezo Osaka       | Todoroki Kawasaki        | 14 de julio | 19:00 |
| Shonan Bellmare     | 5 – 0 | Júbilo Iwata       | Lemon Gas Hiratsuka      | 14 de julio | 19:00 |
| Sagan Tosu          | 0 – 2 | Gamba Osaka        | Ekimae Real Estate       | 14 de julio | 19:00 |
| Yokohama F. Marinos | 4 – 1 | Kashima Antlers    | Nissan                   | 14 de julio | 19:30 |

| Kashima Antlers    | 2 – 1 | F. C. Tokio         | Kashima Soccer          | 20 de julio | 18:00 |
| Machida Zelvia     | 1 – 2 | Yokohama F. Marinos | Machida Gion            | 20 de julio | 18:00 |
| Urawa Red Diamonds | 3 – 4 | Consadole Sapporo   | Saitama 2002            | 20 de julio | 19:00 |
| Kashiwa Reysol     | 2 – 3 | Kawasaki Frontale   | Sankyo Frontier Kashiwa | 20 de julio | 19:00 |
| Júbilo Iwata       | 1 – 2 | Kyoto Sanga         | Yamaha                  | 20 de julio | 19:00 |
| Gamba Osaka        | 0 – 1 | Shonan Bellmare     | Panasonic Suita         | 20 de julio | 19:00 |
| Cerezo Osaka       | 1 – 2 | Albirex Niigata     | Yanmar Nagai            | 20 de julio | 19:00 |
| Vissel Kobe        | 3 – 3 | Nagoya Grampus      | Noevir Kobe             | 20 de julio | 19:00 |
| Avispa Fukuoka     | 0 – 1 | Tokyo Verdy         | Best Denki              | 20 de julio | 19:00 |
| Sagan Tosu         | 1 – 4 | Sanfrecce Hiroshima | Ekimae Real Estate      | 21 de julio | 19:00 |

| Kashima Antlers     | 3 – 0 | Sagan Tosu          | Kashima Soccer           | 7 de agosto   | 19:00 |
| Tokyo Verdy         | 0 – 1 | Sanfrecce Hiroshima | Ajinomoto                | 7 de agosto   | 19:00 |
| Kawasaki Frontale   | 3 – 0 | Vissel Kobe         | Todoroki Kawasaki        | 7 de agosto   | 19:00 |
| Shonan Bellmare     | 1 – 1 | Avispa Fukuoka      | Lemon Gas Hiratsuka      | 7 de agosto   | 19:00 |
| Albirex Niigata     | 2 – 2 | Júbilo Iwata        | Denka Big Swan           | 7 de agosto   | 19:00 |
| Kyoto Sanga         | 3 – 2 | Nagoya Grampus      | Sanga Stadium by Kyocera | 7 de agosto   | 19:00 |
| Gamba Osaka         | 0 – 0 | F. C. Tokio         | Panasonic Suita          | 7 de agosto   | 19:00 |
| Cerezo Osaka        | 0 – 0 | Machida Zelvia      | Yanmar Nagai             | 7 de agosto   | 19:00 |
| Yokohama F. Marinos | 3 – 2 | Consadole Sapporo   | Nissan                   | 7 de agosto   | 19:30 |
| Urawa Red Diamonds  | 1 – 0 | Kashiwa Reysol      | Saitama 2002             | 23 de octubre | 19:30 |

| Consadole Sapporo   | 2 – 2 | Avispa Fukuoka     | Domo de Sapporo         | 10 de agosto | 14:00 |
| Machida Zelvia      | 0 – 1 | Shonan Bellmare    | Machida Gion            | 11 de agosto | 18:00 |
| Sanfrecce Hiroshima | 2 – 0 | Cerezo Osaka       | Ala de la Paz Hiroshima | 11 de agosto | 18:30 |
| Kashiwa Reysol      | 0 – 0 | Gamba Osaka        | Sankyo Frontier Kashiwa | 11 de agosto | 19:00 |
| F. C. Tokio         | 0 – 3 | Kawasaki Frontale  | Ajinomoto               | 11 de agosto | 19:00 |
| Júbilo Iwata        | 2 – 1 | Kashima Antlers    | Yamaha                  | 11 de agosto | 19:00 |
| Nagoya Grampus      | 1 – 0 | Tokyo Verdy        | Toyota                  | 11 de agosto | 19:00 |
| Sagan Tosu          | 1 – 1 | Urawa Red Diamonds | Ekimae Real Estate      | 11 de agosto | 19:00 |
| Yokohama F. Marinos | 1 – 2 | Vissel Kobe        | Nissan                  | 11 de agosto | 19:30 |
| Albirex Niigata     | 2 – 0 | Kyoto Sanga        | Denka Big Swan          | 12 de agosto | 19:00 |

| Consadole Sapporo | 5 – 3 | Sagan Tosu          | Domo de Sapporo     | 16 de agosto | 19:30 |
| Kashima Antlers   | 0 – 0 | Urawa Red Diamonds  | Kashima Soccer      | 17 de agosto | 18:00 |
| Machida Zelvia    | 4 – 0 | Júbilo Iwata        | Machida Gion        | 17 de agosto | 18:00 |
| F. C. Tokio       | 0 – 0 | Tokyo Verdy         | Ajinomoto           | 17 de agosto | 19:00 |
| Kawasaki Frontale | 1 – 3 | Yokohama F. Marinos | Todoroki Kawasaki   | 17 de agosto | 19:00 |
| Shonan Bellmare   | 1 – 2 | Kashiwa Reysol      | Lemon Gas Hiratsuka | 17 de agosto | 19:00 |
| Nagoya Grampus    | 1 – 2 | Sanfrecce Hiroshima | Toyota              | 17 de agosto | 19:00 |
| Cerezo Osaka      | 3 – 5 | Kyoto Sanga         | Yanmar Nagai        | 17 de agosto | 19:00 |
| Vissel Kobe       | 2 – 2 | Gamba Osaka         | Noevir Kobe         | 17 de agosto | 19:00 |
| Avispa Fukuoka    | 0 – 1 | Albirex Niigata     | Best Denki          | 17 de agosto | 19:30 |

| Gamba Osaka         | 2 – 2 | Avispa Fukuoka    | Panasonic Suita          | 24 de agosto | 18:30 |
| Urawa Red Diamonds  | 1 – 1 | Kawasaki Frontale | Saitama 2002             | 24 de agosto | 19:00 |
| Yokohama F. Marinos | 4 – 0 | Cerezo Osaka      | Nissan                   | 24 de agosto | 19:00 |
| Shonan Bellmare     | 0 – 1 | Nagoya Grampus    | Lemon Gas Hiratsuka      | 24 de agosto | 19:00 |
| Kyoto Sanga         | 3 – 0 | F. C. Tokio       | Sanga Stadium by Kyocera | 24 de agosto | 19:00 |
| Tokyo Verdy         | 2 – 1 | Kashima Antlers   | Ajinomoto                | 25 de agosto | 18:00 |
| Sanfrecce Hiroshima | 2 – 0 | Kashiwa Reysol    | Ala de la Paz Hiroshima  | 25 de agosto | 18:30 |
| Albirex Niigata     | 0 – 0 | Machida Zelvia    | Denka Big Swan           | 25 de agosto | 19:00 |
| Júbilo Iwata        | 0 – 2 | Consadole Sapporo | Yamaha                   | 25 de agosto | 19:00 |
| Vissel Kobe         | 2 – 0 | Sagan Tosu        | Noevir Kobe              | 25 de agosto | 19:00 |

| Machida Zelvia      | 2 – 2 | Urawa Red Diamonds  | Machida Gion             | 31 de agosto     | 18:00 |
| Sanfrecce Hiroshima | 3 – 2 | F. C. Tokio         | Ala de la Paz Hiroshima  | 31 de agosto     | 18:30 |
| Kashiwa Reysol      | 2 – 3 | Tokyo Verdy         | Sankyo Frontier Kashiwa  | 31 de agosto     | 19:00 |
| Sagan Tosu          | 1 – 2 | Shonan Bellmare     | Ekimae Real Estate       | 31 de agosto     | 19:00 |
| Consadole Sapporo   | 2 – 0 | Kawasaki Frontale   | Domo de Sapporo          | 1 de septiembre  | 14:00 |
| Avispa Fukuoka      | 0 – 2 | Vissel Kobe         | Best Denki               | 1 de septiembre  | 19:00 |
| Nagoya Grampus      | 3 – 0 | Albirex Niigata     | Toyota                   | 18 de septiembre | 19:00 |
| Cerezo Osaka        | 1 – 0 | Gamba Osaka         | Yanmar Nagai             | 2 de octubre     | 19:00 |
| Júbilo Iwata        | 3 – 4 | Yokohama F. Marinos | Yamaha                   | 16 de noviembre  | 14:00 |
| Kyoto Sanga         | 0 – 0 | Kashima Antlers     | Sanga Stadium by Kyocera | 17 de noviembre  | 14:00 |

| Kawasaki Frontale   | 3 – 2 | Sagan Tosu          | Todoroki Kawasaki       | 13 de septiembre | 19:00 |
| Yokohama F. Marinos | 1 – 2 | Kyoto Sanga         | Nissan                  | 13 de septiembre | 19:00 |
| Vissel Kobe         | 2 – 1 | Cerezo Osaka        | Noevir Kobe             | 13 de septiembre | 19:00 |
| Consadole Sapporo   | 0 – 2 | Tokyo Verdy         | Domo de Sapporo         | 14 de septiembre | 14:00 |
| Kashima Antlers     | 2 – 2 | Sanfrecce Hiroshima | Kashima Soccer          | 14 de septiembre | 18:00 |
| Avispa Fukuoka      | 0 – 3 | Machida Zelvia      | Best Denki              | 14 de septiembre | 18:00 |
| Kashiwa Reysol      | 0 – 2 | Júbilo Iwata        | Sankyo Frontier Kashiwa | 14 de septiembre | 19:00 |
| F. C. Tokio         | 4 – 1 | Nagoya Grampus      | Nacional                | 14 de septiembre | 19:00 |
| Albirex Niigata     | 3 – 1 | Shonan Bellmare     | Denka Big Swan          | 14 de septiembre | 19:00 |
| Gamba Osaka         | 0 – 1 | Urawa Red Diamonds  | Panasonic Suita         | 14 de septiembre | 19:00 |

| Kashima Antlers     | 0 – 0 | Kashiwa Reysol      | Kashima Soccer           | 21 de septiembre | 18:00 |
| Urawa Red Diamonds  | 0 – 2 | F. C. Tokio         | Saitama 2002             | 21 de septiembre | 19:00 |
| Machida Zelvia      | 0 – 0 | Consadole Sapporo   | Machida Gion             | 21 de septiembre | 19:00 |
| Júbilo Iwata        | 0 – 0 | Avispa Fukuoka      | Yamaha                   | 21 de septiembre | 19:00 |
| Nagoya Grampus      | 2 – 0 | Kawasaki Frontale   | Toyota                   | 22 de septiembre | 16:00 |
| Tokyo Verdy         | 2 – 0 | Sagan Tosu          | Ajinomoto                | 22 de septiembre | 18:00 |
| Albirex Niigata     | 2 – 3 | Vissel Kobe         | Denka Big Swan           | 22 de septiembre | 18:00 |
| Sanfrecce Hiroshima | 6 – 2 | Yokohama F. Marinos | Ala de la Paz Hiroshima  | 22 de septiembre | 18:30 |
| Shonan Bellmare     | 1 – 2 | Cerezo Osaka        | Lemon Gas Hiratsuka      | 22 de septiembre | 19:00 |
| Kyoto Sanga         | 2 – 2 | Gamba Osaka         | Sanga Stadium by Kyocera | 22 de septiembre | 19:00 |

| Kawasaki Frontale   | 5 – 1 | Albirex Niigata    | Todoroki Kawasaki       | 27 de septiembre | 19:00 |
| Consadole Sapporo   | 2 – 0 | Kyoto Sanga        | Domo de Sapporo         | 28 de septiembre | 13:00 |
| Nagoya Grampus      | 2 – 0 | Júbilo Iwata       | Toyota                  | 28 de septiembre | 16:00 |
| Yokohama F. Marinos | 1 – 3 | F. C. Tokio        | Nissan                  | 28 de septiembre | 17:00 |
| Gamba Osaka         | 1 – 1 | Tokyo Verdy        | Panasonic Suita         | 28 de septiembre | 17:00 |
| Cerezo Osaka        | 0 – 0 | Kashiwa Reysol     | Yanmar Nagai            | 28 de septiembre | 18:00 |
| Shonan Bellmare     | 3 – 2 | Kashima Antlers    | Lemon Gas Hiratsuka     | 28 de septiembre | 19:00 |
| Vissel Kobe         | 1 – 0 | Urawa Red Diamonds | Noevir Kobe             | 28 de septiembre | 19:00 |
| Sanfrecce Hiroshima | 2 – 0 | Machida Zelvia     | Ala de la Paz Hiroshima | 28 de septiembre | 19:00 |
| Sagan Tosu          | 0 – 0 | Avispa Fukuoka     | Ekimae Real Estate      | 28 de septiembre | 19:00 |

| Avispa Fukuoka     | 1 – 0 | Nagoya Grampus      | Best Denki               | 4 de octubre | 19:00 |
| Albirex Niigata    | 0 – 4 | Kashima Antlers     | Denka Big Swan           | 5 de octubre | 14:00 |
| F. C. Tokio        | 1 – 1 | Sagan Tosu          | Ajinomoto                | 5 de octubre | 15:00 |
| Machida Zelvia     | 1 – 4 | Kawasaki Frontale   | Machida Gion             | 5 de octubre | 15:00 |
| Urawa Red Diamonds | 0 – 1 | Cerezo Osaka        | Saitama 2002             | 5 de octubre | 16:00 |
| Kashiwa Reysol     | 1 – 0 | Yokohama F. Marinos | Sankyo Frontier Kashiwa  | 5 de octubre | 16:00 |
| Gamba Osaka        | 2 – 1 | Consadole Sapporo   | Panasonic Suita          | 5 de octubre | 17:30 |
| Kyoto Sanga        | 2 – 3 | Vissel Kobe         | Sanga Stadium by Kyocera | 6 de octubre | 14:00 |
| Tokyo Verdy        | 0 – 2 | Shonan Bellmare     | Ajinomoto                | 6 de octubre | 16:00 |
| Júbilo Iwata       | 1 – 2 | Sanfrecce Hiroshima | Yamaha                   | 6 de octubre | 16:00 |

| Kawasaki Frontale   | 1 – 1 | Gamba Osaka         | Todoroki Kawasaki        | 18 de octubre | 19:00 |
| Vissel Kobe         | 0 – 2 | F. C. Tokio         | Noevir Kobe              | 18 de octubre | 19:00 |
| Yokohama F. Marinos | 0 – 0 | Albirex Niigata     | Nissan                   | 18 de octubre | 19:30 |
| Kashima Antlers     | 0 – 0 | Avispa Fukuoka      | Kashima Soccer           | 19 de octubre | 14:00 |
| Kashiwa Reysol      | 1 – 1 | Machida Zelvia      | Sankyo Frontier Kashiwa  | 19 de octubre | 14:00 |
| Nagoya Grampus      | 0 – 2 | Consadole Sapporo   | Panasonic Suita          | 19 de octubre | 14:00 |
| Kyoto Sanga         | 2 – 0 | Sagan Tosu          | Sanga Stadium by Kyocera | 19 de octubre | 14:00 |
| Shonan Bellmare     | 2 – 1 | Sanfrecce Hiroshima | Lemon Gas Hiratsuka      | 19 de octubre | 15:00 |
| Cerezo Osaka        | 1 – 2 | Júbilo Iwata        | Yanmar Nagai             | 19 de octubre | 15:00 |
| Tokyo Verdy         | 2 – 1 | Urawa Red Diamonds  | Ajinomoto                | 19 de octubre | 17:00 |

| Albirex Niigata     | 0 – 2 | Tokyo Verdy        | Denka Big Swan          | 23 de octubre  | 19:00 |
| Gamba Osaka         | 3 – 2 | Nagoya Grampus     | Panasonic Suita         | 23 de octubre  | 19:00 |
| Yokohama F. Marinos | 0 – 0 | Urawa Red Diamonds | Nissan                  | 30 de octubre  | 19:00 |
| Kawasaki Frontale   | 1 – 3 | Kashima Antlers    | Todoroki Kawasaki       | 1 de noviembre | 19:00 |
| Vissel Kobe         | 2 – 0 | Júbilo Iwata       | Noevir Kobe             | 1 de noviembre | 19:00 |
| Sanfrecce Hiroshima | 0 – 1 | Kyoto Sanga        | Ala de la Paz Hiroshima | 3 de noviembre | 13:00 |
| Consadole Sapporo   | 1 – 1 | Cerezo Osaka       | Domo de Sapporo         | 3 de noviembre | 13:00 |
| F. C. Tokio         | 0 – 2 | Shonan Bellmare    | Ajinomoto               | 3 de noviembre | 14:00 |
| Sagan Tosu          | 2 – 1 | Machida Zelvia     | Ekimae Real Estate      | 3 de noviembre | 14:00 |
| Avispa Fukuoka      | 2 – 1 | Kashiwa Reysol     | Best Denki              | 3 de noviembre | 15:00 |

| Kashima Antlers    | 0 – 0 | Nagoya Grampus      | Kashima Soccer           | 9 de noviembre  | 14:00 |
| Machida Zelvia     | 3 – 0 | F. C. Tokio         | Machida Gion             | 9 de noviembre  | 14:00 |
| Shonan Bellmare    | 1 – 1 | Consadole Sapporo   | Lemon Gas Hiratsuka      | 9 de noviembre  | 14:00 |
| Kyoto Sanga        | 1 – 1 | Kawasaki Frontale   | Sanga Stadium by Kyocera | 9 de noviembre  | 14:00 |
| Sagan Tosu         | 1 – 2 | Yokohama F. Marinos | Ekimae Real Estate       | 9 de noviembre  | 14:00 |
| Kashiwa Reysol     | 1 – 1 | Albirex Niigata     | Sankyo Frontier Kashiwa  | 9 de noviembre  | 15:00 |
| Júbilo Iwata       | 3 – 4 | Gamba Osaka         | Yamaha                   | 9 de noviembre  | 15:00 |
| Cerezo Osaka       | 1 – 0 | Avispa Fukuoka      | Yanmar Nagai             | 9 de noviembre  | 15:00 |
| Tokyo Verdy        | 1 – 1 | Vissel Kobe         | Ajinomoto                | 10 de noviembre | 14:00 |
| Urawa Red Diamonds | 3 – 0 | Sanfrecce Hiroshima | Saitama 2002             | 10 de noviembre | 15:00 |

| Kashiwa Reysol      | 1 – 1 | Vissel Kobe         | Sankyo Frontier Kashiwa | 30 de noviembre | 14:00 |
| Tokyo Verdy         | 4 – 5 | Kawasaki Frontale   | Ajinomoto               | 30 de noviembre | 14:00 |
| Machida Zelvia      | 1 – 0 | Kyoto Sanga         | Machida Gion            | 30 de noviembre | 14:00 |
| Shonan Bellmare     | 2 – 3 | Yokohama F. Marinos | Lemon Gas Hiratsuka     | 30 de noviembre | 14:00 |
| Albirex Niigata     | 0 – 1 | Gamba Osaka         | Denka Big Swan          | 30 de noviembre | 14:00 |
| Júbilo Iwata        | 2 – 1 | F. C. Tokio         | Yamaha                  | 30 de noviembre | 14:00 |
| Nagoya Grampus      | 0 – 3 | Sagan Tosu          | Toyota                  | 30 de noviembre | 14:00 |
| Cerezo Osaka        | 0 – 2 | Kashima Antlers     | Yanmar Nagai            | 30 de noviembre | 14:00 |
| Avispa Fukuoka      | 1 – 0 | Urawa Red Diamonds  | Best Denki              | 30 de noviembre | 14:00 |
| Sanfrecce Hiroshima | 5 – 1 | Consadole Sapporo   | Ala de la Paz Hiroshima | 1 de diciembre  | 14:00 |

| Consadole Sapporo   | 1 – 0 | Kashiwa Reysol      | Domo de Sapporo          | 8 de diciembre | 14:00 |
| Kashima Antlers     | 3 – 1 | Machida Zelvia      | Kashima Soccer           | 8 de diciembre | 14:00 |
| Urawa Red Diamonds  | 0 – 0 | Albirex Niigata     | Saitama 2002             | 8 de diciembre | 14:00 |
| F. C. Tokio         | 3 – 0 | Cerezo Osaka        | Ajinomoto                | 8 de diciembre | 14:00 |
| Kawasaki Frontale   | 3 – 1 | Avispa Fukuoka      | Todoroki Kawasaki        | 8 de diciembre | 14:00 |
| Yokohama F. Marinos | 0 – 2 | Nagoya Grampus      | Nissan                   | 8 de diciembre | 14:00 |
| Kyoto Sanga         | 0 – 0 | Tokyo Verdy         | Sanga Stadium by Kyocera | 8 de diciembre | 14:00 |
| Gamba Osaka         | 3 – 1 | Sanfrecce Hiroshima | Panasonic Suita          | 8 de diciembre | 14:00 |
| Vissel Kobe (C)     | 3 – 0 | Shonan Bellmare     | Noevir Kobe              | 8 de diciembre | 14:00 |
| Sagan Tosu          | 3 – 0 | Júbilo Iwata        | Ekimae Real Estate       | 8 de diciembre | 14:00 |

### Tabla de resultados cruzados
| Local \ Visitante   | ALB | AVI | CER | TOK | GAM | CON | ANT | REY | FRO | JUB | GRA | SAG | SFR | BEL | KYO | RED | VER | VIS | FMA | ZEL |
| ------------------- | --- | --- | --- | --- | --- | --- | --- | --- | --- | --- | --- | --- | --- | --- | --- | --- | --- | --- | --- | --- |
| Albirex Niigata     | —   | 1–2 | 0–1 | 1–3 | 0–1 | 1–1 | 0–4 | 1–1 | 2–2 | 2–2 | 1–0 | 3–4 | 1–1 | 3–1 | 2–0 | 2–4 | 0–2 | 2–3 | 3–1 | 0–0 |
| Avispa Fukuoka      | 0–1 | —   | 0–3 | 1–3 | 1–0 | 0–0 | 1–0 | 2–1 | 1–1 | 2–2 | 1–0 | 2–0 | 1–1 | 1–1 | 1–2 | 1–0 | 0–1 | 0–2 | 2–1 | 0–3 |
| Cerezo Osaka        | 1–2 | 1–0 | —   | 2–2 | 1–0 | 1–1 | 0–2 | 0–0 | 1–0 | 1–2 | 2–1 | 1–0 | 1–1 | 2–0 | 3–5 | 2–1 | 2–1 | 1–4 | 2–2 | 0–0 |
| F. C. Tokio         | 2–0 | 0–1 | 3–0 | —   | 0–1 | 1–0 | 2–0 | 3–3 | 0–3 | 1–1 | 4–1 | 1–1 | 1–1 | 0–2 | 2–1 | 2–1 | 0–0 | 1–2 | 1–1 | 1–2 |
| Gamba Osaka         | 1–0 | 2–2 | 1–0 | 0–0 | —   | 2–1 | 1–2 | 2–1 | 3–1 | 2–1 | 3–2 | 2–1 | 3–1 | 0–1 | 0–0 | 0–1 | 1–1 | 2–1 | 4–0 | 1–3 |
| Consadole Sapporo   | 0–1 | 2–2 | 1–1 | 1–2 | 1–0 | —   | 0–3 | 1–0 | 2–0 | 1–0 | 1–2 | 5–3 | 1–1 | 3–3 | 2–0 | 0–1 | 0–2 | 1–1 | 0–1 | 1–2 |
| Kashima Antlers     | 1–1 | 0–0 | 1–1 | 2–1 | 0–0 | 2–0 | —   | 0–0 | 2–1 | 1–0 | 0–0 | 3–0 | 2–2 | 3–1 | 1–0 | 0–0 | 3–3 | 1–0 | 3–2 | 3–1 |
| Kashiwa Reysol      | 1–1 | 0–2 | 1–1 | 3–2 | 0–0 | 2–1 | 1–2 | —   | 2–3 | 0–2 | 0–2 | 1–1 | 0–1 | 2–1 | 1–1 | 1–0 | 2–3 | 1–1 | 1–0 | 1–1 |
| Kawasaki Frontale   | 5–1 | 3–1 | 1–1 | 3–0 | 1–1 | 3–0 | 1–3 | 1–1 | —   | 4–5 | 2–1 | 3–2 | 1–1 | 1–1 | 0–1 | 3–1 | 0–0 | 3–0 | 1–3 | 0–1 |
| Júbilo Iwata        | 2–0 | 0–0 | 1–1 | 2–1 | 3–4 | 0–2 | 2–1 | 0–1 | 2–2 | —   | 0–1 | 0–3 | 1–2 | 3–2 | 1–2 | 1–1 | 3–0 | 0–2 | 3–4 | 2–0 |
| Nagoya Grampus      | 3–0 | 0–0 | 2–1 | 3–1 | 0–1 | 0–2 | 0–3 | 2–1 | 2–0 | 2–0 | —   | 0–3 | 1–2 | 1–1 | 1–1 | 0–1 | 1–0 | 0–2 | 2–1 | 0–1 |
| Sagan Tosu          | 1–2 | 0–0 | 0–2 | 0–1 | 0–2 | 4–0 | 4–2 | 1–4 | 5–2 | 3–0 | 0–2 | —   | 1–4 | 1–2 | 3–0 | 1–1 | 0–2 | 0–0 | 1–2 | 2–1 |
| Sanfrecce Hiroshima | 1–1 | 1–0 | 2–0 | 3–2 | 1–1 | 5–1 | 1–3 | 2–0 | 2–2 | 2–0 | 2–3 | 4–0 | —   | 2–0 | 0–1 | 2–0 | 4–1 | 1–3 | 6–2 | 2–0 |
| Shonan Bellmare     | 2–1 | 1–1 | 1–2 | 0–1 | 1–2 | 1–1 | 3–2 | 1–2 | 1–2 | 5–0 | 0–1 | 2–1 | 2–1 | —   | 0–1 | 4–4 | 1–2 | 0–1 | 2–3 | 0–0 |
| Kyoto Sanga         | 0–1 | 2–3 | 1–1 | 3–0 | 2–2 | 2–0 | 0–0 | 2–2 | 1–1 | 0–3 | 3–2 | 2–0 | 0–5 | 1–2 | —   | 0–0 | 0–0 | 2–3 | 2–3 | 0–3 |
| Urawa Red Diamonds  | 0–0 | 2–1 | 0–1 | 0–2 | 0–1 | 3–4 | 2–2 | 1–0 | 1–1 | 3–0 | 2–1 | 3–0 | 3–0 | 2–3 | 3–0 | —   | 1–1 | 1–1 | 2–1 | 1–2 |
| Tokyo Verdy         | 2–2 | 0–0 | 1–1 | 2–2 | 0–0 | 5–3 | 2–1 | 1–1 | 4–5 | 3–2 | 1–0 | 2–0 | 0–1 | 0–2 | 2–2 | 2–1 | —   | 1–1 | 1–2 | 0–1 |
| Vissel Kobe         | 3–2 | 1–0 | 2–1 | 0–2 | 2–2 | 6–1 | 3–1 | 0–1 | 1–0 | 2–0 | 3–3 | 2–0 | 0–0 | 3–0 | 0–1 | 1–0 | 0–1 | —   | 1–2 | 0–0 |
| Yokohama F. Marinos | 0–0 | 0–1 | 4–0 | 1–3 | 2–0 | 3–2 | 4–1 | 4–0 | 0–0 | 1–1 | 0–2 | 0–1 | 3–2 | 2–2 | 1–2 | 0–0 | 1–2 | 1–2 | —   | 1–3 |
| Machida Zelvia      | 1–3 | 0–0 | 2–1 | 3–0 | 1–1 | 0–0 | 1–0 | 2–0 | 1–4 | 4–0 | 1–0 | 3–1 | 1–2 | 0–1 | 1–0 | 2–2 | 5–0 | 1–2 | 1–2 | —   |

## Goleadores
| Rank | Jugador          | Club                | Goles |
| ---- | ---------------- | ------------------- | ----- |
| 1    | Anderson Lopes   | Yokohama F. Marinos | 24    |
| 2    | Léo Ceará        | Cerezo Osaka        | 21    |
| 3    | Ryo Germain      | Júbilo Iwata        | 19    |
| 3    | Shin Yamada      | Kawasaki Frontale   | 19    |
| 5    | Yuma Suzuki      | Kashima Antlers     | 15    |
| 6    | Marcelo Ryan     | Sagan Tosu          | 14    |
| 7    | Yoshinori Muto   | Vissel Kobe         | 13    |
| 8    | Thiago Santana   | Urawa Red Diamonds  | 12    |
| 8    | Takashi Usami    | Gamba Osaka         | 12    |
| 10   | Lukian           | Shonan Bellmare     | 11    |
| 10   | Rafael Elias     | Kyoto Sanga         | 11    |
| 10   | Taisei Miyashiro | Vissel Kobe         | 11    |
| 10   | Yuki Ohashi      | Sanfrecce Hiroshima | 11    |
| 10   | Yuya Osako       | Vissel Kobe         | 11    |